# WTA Tour 2000
Il WTA Tour 2000 è iniziato il 3 gennaio con il Thalgo Australian Women's Hardcourts 2000 e l'ASB Classic 2000 e si è concluso il 19 novembre con la finale del WTA Tour Championships 2000.
Il WTA Tour è una serie di tornei femminili di tennis 
organizzati dalla WTA. Questa include i tornei del Grande Slam (organizzati in collaborazione con la International Tennis Federation (ITF)), il WTA Tour Championships e i tornei delle categorie Tier I, Tier II, Tier III e Tier IV.

## Gennaio
| Settimana  | Torneo                                                                                     | Categoria   | Vincitrici                                           | Finaliste                               | Semifinaliste                          | Eliminate ai quarti                                                         |
| ---------- | ------------------------------------------------------------------------------------------ | ----------- | ---------------------------------------------------- | --------------------------------------- | -------------------------------------- | --------------------------------------------------------------------------- |
| 3 gennaio  | Thalgo Australian Women's Hardcourts 2000 Gold Coast, Australia Cemento Singolare - Doppio | Tier III    | Silvija Talaja 6-0, 0-6, 6-4                         | Conchita Martínez                       | Nathalie Dechy Arantxa Sánchez Vicario | Magdalena Maleeva Sabine Appelmans Patty Schnyder Anna Kurnikova            |
| 3 gennaio  | Thalgo Australian Women's Hardcourts 2000 Gold Coast, Australia Cemento Singolare - Doppio | Tier III    | Julie Halard-Decugis Anna Kurnikova 6-3, 6-0         | Sabine Appelmans Rita Grande            | Nathalie Dechy Arantxa Sánchez Vicario | Magdalena Maleeva Sabine Appelmans Patty Schnyder Anna Kurnikova            |
| 3 gennaio  | ASB Classic 2000 Auckland, Nuova Zelanda Cemento Singolare - Doppio                        | Tier IV     | Anne Kremer 6-4, 6-4                                 | Cara Black                              | Amanda Hopmans Meghann Shaughnessy     | Elena Lichovceva Miroslava Vavrinec Anna Smashnova Paola Suárez             |
| 3 gennaio  | ASB Classic 2000 Auckland, Nuova Zelanda Cemento Singolare - Doppio                        | Tier IV     | Cara Black Alexandra Fusai 3-6, 6-3, 6-4             | Barbara Schwartz Patricia Wartusch      | Amanda Hopmans Meghann Shaughnessy     | Elena Lichovceva Miroslava Vavrinec Anna Smashnova Paola Suárez             |
| 10 gennaio | Adidas International 2000 Sydney, Australia Cemento Singolare - Doppio                     | Tier II     | Amélie Mauresmo 7–6(2), 6-4                          | Lindsay Davenport                       | Martina Hingis Anna Kurnikova          | Dominique van Roost Mary Pierce Alexandra Stevenson Arantxa Sánchez Vicario |
| 10 gennaio | Adidas International 2000 Sydney, Australia Cemento Singolare - Doppio                     | Tier II     | Julie Halard-Decugis Ai Sugiyama 6-0, 6-3            | Martina Hingis Mary Pierce              | Martina Hingis Anna Kurnikova          | Dominique van Roost Mary Pierce Alexandra Stevenson Arantxa Sánchez Vicario |
| 10 gennaio | Tasmanian International 2000 Hobart, Australia Cemento Singolare - Doppio                  | Tier IV     | Kim Clijsters 2-6, 6-2, 6-2                          | Chanda Rubin                            | Amy Frazier María Vento                | Cătălina Cristea Justine Henin Maureen Drake Sarah Pitkowski                |
| 10 gennaio | Tasmanian International 2000 Hobart, Australia Cemento Singolare - Doppio                  | Tier IV     | Rita Grande Émilie Loit 6-2, 2-6, 6-3                | Kim Clijsters Alicia Molik              | Amy Frazier María Vento                | Cătălina Cristea Justine Henin Maureen Drake Sarah Pitkowski                |
| 17 gennaio | Australian Open 2000 Melbourne, Australia Cemento Singolare - Doppio - Doppio misto        | Grande Slam | Lindsay Davenport 6-1, 7-5                           | Martina Hingis                          | Conchita Martínez Jennifer Capriati    | Arantxa Sánchez Vicario Elena Lichovceva Ai Sugiyama Julie Halard-Decugis   |
| 17 gennaio | Australian Open 2000 Melbourne, Australia Cemento Singolare - Doppio - Doppio misto        | Grande Slam | Lisa Raymond Rennae Stubbs 6-4, 5-7, 6-4             | Martina Hingis Mary Pierce              | Conchita Martínez Jennifer Capriati    | Arantxa Sánchez Vicario Elena Lichovceva Ai Sugiyama Julie Halard-Decugis   |
| 17 gennaio | Australian Open 2000 Melbourne, Australia Cemento Singolare - Doppio - Doppio misto        | Grande Slam | Doppio Misto: Jared Palmer Rennae Stubbs 7-5, 7–6(3) | Arantxa Sánchez Vicario Todd Woodbridge | Conchita Martínez Jennifer Capriati    | Arantxa Sánchez Vicario Elena Lichovceva Ai Sugiyama Julie Halard-Decugis   |
| 31 gennaio | Toray Pan Pacific Open 2000 Tokyo, Giappone Cemento (indoor) Singolare - Doppio            | Tier I      | Martina Hingis 6-3, 7-5                              | Sandrine Testud                         | Chanda Rubin Katarina Srebotnik        | Anna Kurnikova Amanda Coetzer Nathalie Tauziat Lilia Osterloh               |
| 31 gennaio | Toray Pan Pacific Open 2000 Tokyo, Giappone Cemento (indoor) Singolare - Doppio            | Tier I      | Martina Hingis Mary Pierce 6-4, 6-1                  | Alexandra Fusai Nathalie Tauziat        | Chanda Rubin Katarina Srebotnik        | Anna Kurnikova Amanda Coetzer Nathalie Tauziat Lilia Osterloh               |

## Febbraio
| Settimana   | Torneo                                                                                    | Categoria | Vincitrici                                                                                   | Finaliste                                                          | Semifinaliste                         | Eliminate ai quarti                                                    |
| ----------- | ----------------------------------------------------------------------------------------- | --------- | -------------------------------------------------------------------------------------------- | ------------------------------------------------------------------ | ------------------------------------- | ---------------------------------------------------------------------- |
| 7 febbraio  | Open Gaz de France 2000 Parigi, Francia Cemento (indoor) Singolare - Doppio               | Tier II   | Nathalie Tauziat 7-5, 6-2                                                                    | Serena Williams                                                    | Julie Halard-Decugis Anna Kurnikova   | Sarah Pitkowski Nathalie Dechy Irina Spîrlea Anne-Gaëlle Sidot         |
| 7 febbraio  | Open Gaz de France 2000 Parigi, Francia Cemento (indoor) Singolare - Doppio               | Tier II   | Julie Halard-Decugis Sandrine Testud 3-6, 6-3, 6-4                                           | Åsa Svensson Émilie Loit                                           | Julie Halard-Decugis Anna Kurnikova   | Sarah Pitkowski Nathalie Dechy Irina Spîrlea Anne-Gaëlle Sidot         |
| 7 febbraio  | Copa Colsanitas 2000 Bogotà, Colombia Terra rossa Singolare - Doppio                      | Tier IV   | Patricia Wartusch 4-6, 6-1, 6-4                                                              | Tathiana Garbin                                                    | Sylvia Plischke Rita Kuti-Kis         | Ol'ga Barabanščikova Paola Suárez Nuria Llagostera Meghann Shaughnessy |
| 7 febbraio  | Copa Colsanitas 2000 Bogotà, Colombia Terra rossa Singolare - Doppio                      | Tier IV   | Laura Montalvo Paola Suárez 6-4, 6-2                                                         | Rita Kuti-Kis Petra Mandula                                        | Sylvia Plischke Rita Kuti-Kis         | Ol'ga Barabanščikova Paola Suárez Nuria Llagostera Meghann Shaughnessy |
| 14 febbraio | Faber Grand Prix 2000 Hannover, Germania Sintetico indoor Singolare - Doppio              | Tier II   | Serena Williams 6-1, 6-1                                                                     | Denisa Chládková                                                   | Amélie Mauresmo Anne-Gaëlle Sidot     | Patty Schnyder Anna Smashnova Anne Kremer Kristie Boogert              |
| 14 febbraio | Faber Grand Prix 2000 Hannover, Germania Sintetico indoor Singolare - Doppio              | Tier II   | Åsa Svensson Nataša Zvereva 6-3, 6-4                                                         | Silvia Farina Elia Karina Habšudová                                | Amélie Mauresmo Anne-Gaëlle Sidot     | Patty Schnyder Anna Smashnova Anne Kremer Kristie Boogert              |
| 14 febbraio | Brasil Open 2000 San Paolo, Brasile Cemento Singolare - Doppio                            | Tier IV   | Rita Kuti-Kis 4-6, 6-4, 7-5                                                                  | Paola Suárez                                                       | Joannette Kruger Emmanuelle Gagliardi | Sylvia Plischke Cristina Torrens Valero Anca Barna Patricia Wartusch   |
| 14 febbraio | Brasil Open 2000 San Paolo, Brasile Cemento Singolare - Doppio                            | Tier IV   | Laura Montalvo Paola Suárez 5-7, 6-4, 6-3                                                    | Janette Husárová Florencia Labat                                   | Joannette Kruger Emmanuelle Gagliardi | Sylvia Plischke Cristina Torrens Valero Anca Barna Patricia Wartusch   |
| 21 febbraio | IGA U.S. Indoor Championships 2000 Oklahoma City, USA Sintetico indoor Singolare - Doppio | Tier III  | Monica Seles 6-1, 7–6(3)                                                                     | Nathalie Dechy                                                     | Rita Grande Amanda Coetzer            | Tat'jana Panova Amy Frazier Lisa Raymond Sarah Pitkowski               |
| 21 febbraio | IGA U.S. Indoor Championships 2000 Oklahoma City, USA Sintetico indoor Singolare - Doppio | Tier III  | Corina Morariu Kimberly Po 6-4, 4-6, 6-2                                                     | Tamarine Tanasugarn Olena Tatarkova                                | Rita Grande Amanda Coetzer            | Tat'jana Panova Amy Frazier Lisa Raymond Sarah Pitkowski               |
| 28 febbraio | State Farm Women's Tennis Classic 2000 Scottsdale, USA Cemento Singolare - Doppio         | Tier II   |                                                                                              | Martina Hingis v Lindsay Davenport (finale cancellata per pioggia) | Mary Pierce Anna Kurnikova            | Sandrine Testud Nathalie Dechy Ai Sugiyama Monica Seles                |
| 28 febbraio | State Farm Women's Tennis Classic 2000 Scottsdale, USA Cemento Singolare - Doppio         | Tier II   | Cara Black Irina Seljutina v N/A (l'altra semifinale non si è giocata a causa della pioggia) |                                                                    | Mary Pierce Anna Kurnikova            | Sandrine Testud Nathalie Dechy Ai Sugiyama Monica Seles                |

## Marzo
| Settimana | Torneo                                                              | Categoria | Vincitrici                                     | Finaliste                     | Semifinaliste                | Eliminate ai quarti                                          |
| --------- | ------------------------------------------------------------------- | --------- | ---------------------------------------------- | ----------------------------- | ---------------------------- | ------------------------------------------------------------ |
| 6 marzo   | Indian Wells Open 2000 Indian Wells, USA Cemento Singolare - Doppio | Tier I    | Lindsay Davenport 4-6, 6-4, 6-0                | Martina Hingis                | Mary Pierce Elena Dement'eva | Monica Seles Serena Williams Chanda Rubin Conchita Martínez  |
| 6 marzo   | Indian Wells Open 2000 Indian Wells, USA Cemento Singolare - Doppio | Tier I    | Lindsay Davenport Corina Morariu 6-2, 6-3      | Anna Kurnikova Nataša Zvereva | Mary Pierce Elena Dement'eva | Monica Seles Serena Williams Chanda Rubin Conchita Martínez  |
| 20 marzo  | Ericsson Open 2000 Miami, USA Cemento Singolare - Doppio            | Tier I    | Martina Hingis 6-3, 6-2                        | Lindsay Davenport             | Monica Seles Sandrine Testud | Amanda Coetzer Amy Frazier Jennifer Capriati Nadejda Petrova |
| 20 marzo  | Ericsson Open 2000 Miami, USA Cemento Singolare - Doppio            | Tier I    | Julie Halard-Decugis Ai Sugiyama 4-6, 7-5, 6-4 | Nicole Arendt Manon Bollegraf | Monica Seles Sandrine Testud | Amanda Coetzer Amy Frazier Jennifer Capriati Nadejda Petrova |

## Aprile
| Settimana | Torneo                                                                             | Categoria | Vincitrici                                        | Finaliste                              | Semifinaliste                      | Eliminate ai quarti                                                                          |
| --------- | ---------------------------------------------------------------------------------- | --------- | ------------------------------------------------- | -------------------------------------- | ---------------------------------- | -------------------------------------------------------------------------------------------- |
| 10 aprile | Bausch & Lomb Championships 2000 Amelia Island, USA Terra verde Singolare - Doppio | Tier II   | Monica Seles 6-3, 6-2                             | Conchita Martínez                      | Elena Lichovceva Paola Suárez      | Mary Pierce Barbara Schett Arantxa Sánchez Vicario Anna Kurnikova                            |
| 10 aprile | Bausch & Lomb Championships 2000 Amelia Island, USA Terra verde Singolare - Doppio | Tier II   | Semifinali del doppio cancellate per la pioggia   |                                        | Elena Lichovceva Paola Suárez      | Mary Pierce Barbara Schett Arantxa Sánchez Vicario Anna Kurnikova                            |
| 10 aprile | Estoril Open 2000 Oeiras, Portogallo Terra rossa Singolare - Doppio                | Tier IV   | Anke Huber 6-2, 1-6, 7-5                          | Nathalie Dechy                         | Tathiana Garbin Silvia Farina Elia | Cristina Torrens Valero Rita Kuti-Kis Miroslava Vavrinec Ángeles Montolio                    |
| 10 aprile | Estoril Open 2000 Oeiras, Portogallo Terra rossa Singolare - Doppio                | Tier IV   | Tina Križan Katarina Srebotnik 6-0, 7–6(9)        | Amanda Hopmans Cristina Torrens Valero | Tathiana Garbin Silvia Farina Elia | Cristina Torrens Valero Rita Kuti-Kis Miroslava Vavrinec Ángeles Montolio                    |
| 17 aprile | Family Circle Cup 2000 Hilton Head, USA Terra verde Singolare - Doppio             | Tier I    | Mary Pierce 6-1, 6-0                              | Arantxa Sánchez Vicario                | Monica Seles Conchita Martínez     | Jelena Dokić Ruxandra Dragomir Amanda Coetzer Jana Nejedly                                   |
| 17 aprile | Family Circle Cup 2000 Hilton Head, USA Terra verde Singolare - Doppio             | Tier I    | Virginia Ruano Pascual Paola Suárez 7-5, 6-3      | Conchita Martínez Patricia Tarabini    | Monica Seles Conchita Martínez     | Jelena Dokić Ruxandra Dragomir Amanda Coetzer Jana Nejedly                                   |
| 17 aprile | Westel 900 Budapest Open 2000 Budapest, Ungheria Terra rossa Singolare - Doppio    | Tier IV   | Tathiana Garbin 6-2, 7–6(4)                       | Kristie Boogert                        | Ángeles Montolio Sarah Pitkowski   | Katalin Marosi-Aracama Miroslava Vavrinec Ol'ga Barabanščikova María Antonia Sánchez Lorenzo |
| 17 aprile | Westel 900 Budapest Open 2000 Budapest, Ungheria Terra rossa Singolare - Doppio    | Tier IV   | Ljubomira Bačeva Cristina Torrens Valero 6-0, 6-2 | Jelena Kostanić Sandra Načuk           | Ángeles Montolio Sarah Pitkowski   | Katalin Marosi-Aracama Miroslava Vavrinec Ol'ga Barabanščikova María Antonia Sánchez Lorenzo |

## Maggio
| Settimana | Torneo                                                                      | Categoria   | Vincitrici                                                 | Finaliste                                      | Semifinaliste                                  | Eliminate ai quarti                                                       |
| --------- | --------------------------------------------------------------------------- | ----------- | ---------------------------------------------------------- | ---------------------------------------------- | ---------------------------------------------- | ------------------------------------------------------------------------- |
| 1º maggio | Betty Barclay Cup 2000 Amburgo, Germania Terra rossa Singolare - Doppio     | Tier II     | Martina Hingis 6-3, 6-3                                    | Arantxa Sánchez Vicario                        | Anke Huber Amanda Coetzer                      | Anna Kurnikova Conchita Martínez Andrea Glass Venus Williams              |
| 1º maggio | Betty Barclay Cup 2000 Amburgo, Germania Terra rossa Singolare - Doppio     | Tier II     | Anna Kurnikova Nataša Zvereva 6(5)–7, 6-2, 6-4             | Nicole Arendt Manon Bollegraf                  | Anke Huber Amanda Coetzer                      | Anna Kurnikova Conchita Martínez Andrea Glass Venus Williams              |
| 1º maggio | Croatian Bol Ladies Open 2000 Bol, Croazia Terra rossa Singolare - Doppio   | Tier III    | Tina Pisnik 7–6(4), 7–6(2)                                 | Amélie Mauresmo                                | Gala León García María Antonia Sánchez Lorenzo | Paola Suárez Corina Morariu Ángeles Montolio Sandrine Testud              |
| 1º maggio | Croatian Bol Ladies Open 2000 Bol, Croazia Terra rossa Singolare - Doppio   | Tier III    | Julie Halard-Decugis Corina Morariu 6-2, 6-2               | Tina Križan Katarina Srebotnik                 | Gala León García María Antonia Sánchez Lorenzo | Paola Suárez Corina Morariu Ángeles Montolio Sandrine Testud              |
| 8 maggio  | WTA German Open 2000 Berlino, Germania Terra rossa Singolare - Doppio       | Tier I      | Conchita Martínez 6-1, 6-2                                 | Amanda Coetzer                                 | Martina Hingis Joannette Kruger                | Sandrine Testud Gala León García Anke Huber Elena Dement'eva              |
| 8 maggio  | WTA German Open 2000 Berlino, Germania Terra rossa Singolare - Doppio       | Tier I      | Conchita Martínez Arantxa Sánchez Vicario 3-6, 6-2, 7–6(7) | Amanda Coetzer Corina Morariu                  | Martina Hingis Joannette Kruger                | Sandrine Testud Gala León García Anke Huber Elena Dement'eva              |
| 8 maggio  | Warsaw Open 2000 Varsavia, Polonia Terra rossa Singolare - Doppio           | Tier IV     | Henrieta Nagyová 2-6, 6-4, 7-5                             | Amanda Hopmans                                 | Jennifer Hopkins Miriam Oremans                | Cristina Torrens Valero Tathiana Garbin Ol'ga Barabanščikova Jana Kandarr |
| 8 maggio  | Warsaw Open 2000 Varsavia, Polonia Terra rossa Singolare - Doppio           | Tier IV     | Tathiana Garbin Janette Husárová 6-3, 6-1                  | Iroda Tulyaganova Anna Zaporožanova            | Jennifer Hopkins Miriam Oremans                | Cristina Torrens Valero Tathiana Garbin Ol'ga Barabanščikova Jana Kandarr |
| 15 maggio | Rome Masters 2000 Roma, Italia Terra rossa Singolare - Doppio               | Tier I      | Monica Seles 6-2, 7–6(4)                                   | Amélie Mauresmo                                | Corina Morariu Fabiola Zuluaga                 | Giulia Casoni Jelena Dokić Arantxa Sánchez Vicario Nathalie Tauziat       |
| 15 maggio | Rome Masters 2000 Roma, Italia Terra rossa Singolare - Doppio               | Tier I      | Lisa Raymond Rennae Stubbs 6-3, 4-6, 6-3                   | Arantxa Sánchez Vicario Magüi Serna            | Corina Morariu Fabiola Zuluaga                 | Giulia Casoni Jelena Dokić Arantxa Sánchez Vicario Nathalie Tauziat       |
| 15 maggio | Belgian Open 2000 Anversa, Belgio Cemento (indoor) Singolare - Doppio       | Tier IV     | Amanda Coetzer 4-6, 6-2, 6-3                               | Cristina Torrens Valero                        | Laurence Courtois Jelena Kostanić              | Meghann Shaughnessy Ljubomira Bačeva Ángeles Montolio Jennifer Hopkins    |
| 15 maggio | Belgian Open 2000 Anversa, Belgio Cemento (indoor) Singolare - Doppio       | Tier IV     | Sabine Appelmans Kim Clijsters 6-1, 6-1                    | Jennifer Hopkins Petra Rampre                  | Laurence Courtois Jelena Kostanić              | Meghann Shaughnessy Ljubomira Bačeva Ángeles Montolio Jennifer Hopkins    |
| 22 maggio | Internationaux de Strasbourg 2000 Strasburgo, Francia Singolare - Doppio    | Tier III    | Silvija Talaja 7-5, 4-6, 6-3                               | Rita Kuti-Kis                                  | Nathalie Dechy Anna Smashnova                  | Nathalie Tauziat Corina Morariu Lilia Osterloh Daniela Hantuchová         |
| 22 maggio | Internationaux de Strasbourg 2000 Strasburgo, Francia Singolare - Doppio    | Tier III    | Sonya Jeyaseelan Florencia Labat 6-4, 6-3                  | Kim Grant María Vento-Kabchi                   | Nathalie Dechy Anna Smashnova                  | Nathalie Tauziat Corina Morariu Lilia Osterloh Daniela Hantuchová         |
| 22 maggio | Madrid Open 2000 Madrid, Spagna Terra rossa Singolare - Doppio              | Tier III    | Gala León García 4-6, 6-2, 6-2                             | Fabiola Zuluaga                                | Iva Majoli Virginia Ruano Pascual              | Germana Di Natale Åsa Svensson Ángeles Montolio Nicole Pratt              |
| 22 maggio | Madrid Open 2000 Madrid, Spagna Terra rossa Singolare - Doppio              | Tier III    | Lisa Raymond Rennae Stubbs 6-1, 6-3                        | Gala León García María Antonia Sánchez Lorenzo | Iva Majoli Virginia Ruano Pascual              | Germana Di Natale Åsa Svensson Ángeles Montolio Nicole Pratt              |
| 29 maggio | Open di Francia 2000 Parigi, Francia Terra rossa Singolare - Doppio - Misto | Grande Slam | Mary Pierce 6-2, 7-5                                       | Conchita Martínez                              | Martina Hingis Arantxa Sánchez Vicario         | Chanda Rubin Monica Seles Venus Williams Marta Marrero                    |
| 29 maggio | Open di Francia 2000 Parigi, Francia Terra rossa Singolare - Doppio - Misto | Grande Slam | Martina Hingis Mary Pierce 6-2, 6-4                        | Virginia Ruano Pascual Paola Suárez            | Martina Hingis Arantxa Sánchez Vicario         | Chanda Rubin Monica Seles Venus Williams Marta Marrero                    |
| 29 maggio | Open di Francia 2000 Parigi, Francia Terra rossa Singolare - Doppio - Misto | Grande Slam | Doppio Misto: David Adams Mariaan de Swardt 6-3, 3-6, 6-3  | Todd Woodbridge Rennae Stubbs                  | Martina Hingis Arantxa Sánchez Vicario         | Chanda Rubin Monica Seles Venus Williams Marta Marrero                    |

## Giugno
| Settimana | Torneo                                                                                    | Categoria   | Vincitrici                                           | Finaliste                           | Semifinaliste                     | Eliminate ai quarti                                                      |
| --------- | ----------------------------------------------------------------------------------------- | ----------- | ---------------------------------------------------- | ----------------------------------- | --------------------------------- | ------------------------------------------------------------------------ |
| 12 giugno | DFS Classic 2000 Birmingham, Gran Bretagna Erba Singolare - Doppio                        | Tier III    | Lisa Raymond 6-2, 6(7)–7, 6-4                        | Tamarine Tanasugarn                 | Nathalie Tauziat Cara Black       | Anne-Gaëlle Sidot Jennifer Capriati Kristina Brandi Julie Halard-Decugis |
| 12 giugno | DFS Classic 2000 Birmingham, Gran Bretagna Erba Singolare - Doppio                        | Tier III    | Rachel McQuillan Lisa McShea 6-3, 7–6(5)             | Cara Black Irina Seljutina          | Nathalie Tauziat Cara Black       | Anne-Gaëlle Sidot Jennifer Capriati Kristina Brandi Julie Halard-Decugis |
| 12 giugno | Tashkent Open 2000 Tashkent, Uzbekistan Cemento Singolare - Doppio                        | Tier IV     | Iroda Tulyaganova 6-3, 2-6, 6-3                      | Francesca Schiavone                 | Yi Jing-Qian Sarah Pitkowski      | Tat'jana Puček Tzipora Obziler Elena Bovina Anna Zaporožanova            |
| 12 giugno | Tashkent Open 2000 Tashkent, Uzbekistan Cemento Singolare - Doppio                        | Tier IV     | Li Na Li Ting 3-6, 6-2, 6-4                          | Iroda Tulyaganova Anna Zaporožanova | Yi Jing-Qian Sarah Pitkowski      | Tat'jana Puček Tzipora Obziler Elena Bovina Anna Zaporožanova            |
| 19 giugno | International Women's Open 2000 Eastbourne, Gran Bretagna Erba Singolare - Doppio         | Tier II     | Julie Halard-Decugis 7–6(4), 6-4                     | Dominique van Roost                 | Anne Kremer Chanda Rubin          | Lindsay Davenport Amanda Coetzer Anna Kurnikova Nathalie Tauziat         |
| 19 giugno | International Women's Open 2000 Eastbourne, Gran Bretagna Erba Singolare - Doppio         | Tier II     | Ai Sugiyama Nathalie Tauziat 2-6, 6-3, 7–6(3)        | Lisa Raymond Rennae Stubbs          | Anne Kremer Chanda Rubin          | Lindsay Davenport Amanda Coetzer Anna Kurnikova Nathalie Tauziat         |
| 19 giugno | Heineken Trophy 2000 's-Hertogenbosch, Paesi Bassi Erba Singolare - Doppio                | Tier III    | Martina Hingis 6-2, 3-0 rit.                         | Ruxandra Dragomir                   | Jennifer Capriati Kristina Brandi | Cara Black Patty Schnyder Nicole Pratt Sandrine Testud                   |
| 19 giugno | Heineken Trophy 2000 's-Hertogenbosch, Paesi Bassi Erba Singolare - Doppio                | Tier III    | Erika de Lone Nicole Pratt 7–6(4), 4-3 rit.          | Catherine Barclay Karina Habšudová  | Jennifer Capriati Kristina Brandi | Cara Black Patty Schnyder Nicole Pratt Sandrine Testud                   |
| 26 giugno | Torneo di Wimbledon 2000 Wimbledon, Londra, Gran Bretagna Erba Singolare - Doppio - Misto | Grande Slam | Venus Williams 6-3, 7–6(3)                           | Lindsay Davenport                   | Serena Williams Jelena Dokić      | Martina Hingis Lisa Raymond Magüi Serna Monica Seles                     |
| 26 giugno | Torneo di Wimbledon 2000 Wimbledon, Londra, Gran Bretagna Erba Singolare - Doppio - Misto | Grande Slam | Serena Williams Venus Williams 6-3, 6-2              | Julie Halard-Decugis Ai Sugiyama    | Serena Williams Jelena Dokić      | Martina Hingis Lisa Raymond Magüi Serna Monica Seles                     |
| 26 giugno | Torneo di Wimbledon 2000 Wimbledon, Londra, Gran Bretagna Erba Singolare - Doppio - Misto | Grande Slam | Doppio misto: Donald Johnson Kimberly Po 6-4, 7–6(3) | Lleyton Hewitt Kim Clijsters        | Serena Williams Jelena Dokić      | Martina Hingis Lisa Raymond Magüi Serna Monica Seles                     |

## Luglio
| Settimana | Torneo                                                                                  | Categoria | Vincitrici                                      | Finaliste                                | Semifinaliste                     | Eliminate ai quarti                                                   |
| --------- | --------------------------------------------------------------------------------------- | --------- | ----------------------------------------------- | ---------------------------------------- | --------------------------------- | --------------------------------------------------------------------- |
| 10 luglio | WTA Austrian Open 2000 Klagenfurt, Austria Singolare - Doppio                           | Tier III  | Barbara Schett 5-7, 6-4, 6-4                    | Patty Schnyder                           | Ángeles Montolio Adriana Gerši    | Joannette Kruger Magdalena Maleeva Nataša Zvereva Gala León García    |
| 10 luglio | WTA Austrian Open 2000 Klagenfurt, Austria Singolare - Doppio                           | Tier III  | Laura Montalvo Paola Suárez 7–6(5), 6-1         | Barbara Schett Patty Schnyder            | Ángeles Montolio Adriana Gerši    | Joannette Kruger Magdalena Maleeva Nataša Zvereva Gala León García    |
| 10 luglio | Internazionali Femminili di Palermo 2000 Palermo, Italia Terra rossa Singolare - Doppio | Tier IV   | Henrieta Nagyová 6-3, 7-5                       | Pavlina Nola                             | Silvia Farina Elia Anna Smashnova | Mariana Díaz Oliva Justine Henin Janette Husárová Gloria Pizzichini   |
| 10 luglio | Internazionali Femminili di Palermo 2000 Palermo, Italia Terra rossa Singolare - Doppio | Tier IV   | Silvia Farina Elia Rita Grande 6-4, 0-6, 7–6(6) | Ruxandra Dragomir Virginia Ruano Pascual | Silvia Farina Elia Anna Smashnova | Mariana Díaz Oliva Justine Henin Janette Husárová Gloria Pizzichini   |
| 17 luglio | Orange Warsaw Open 2000 Sopot, Polonia Terra rossa Singolare - Doppio                   | Tier III  | Anke Huber 7–6(4), 6-3                          | Gala León García                         | Paola Suárez Anastasija Myskina   | Conchita Martínez Patty Schnyder Barbara Schett Květa Peschke         |
| 17 luglio | Orange Warsaw Open 2000 Sopot, Polonia Terra rossa Singolare - Doppio                   | Tier III  | Virginia Ruano Pascual Paola Suárez 7-5, 6-1    | Åsa Svensson Rita Grande                 | Paola Suárez Anastasija Myskina   | Conchita Martínez Patty Schnyder Barbara Schett Květa Peschke         |
| 17 luglio | French Community Championships 2000 Knokke-Heist, Belgio Terra rossa Singolare - Doppio | Tier IV   | Anna Smashnova 6-2, 7-5                         | Dominique van Roost                      | Magüi Serna Marta Marrero         | Dally Randriantefy Patricia Wartusch Sarah Pitkowski Sabine Appelmans |
| 17 luglio | French Community Championships 2000 Knokke-Heist, Belgio Terra rossa Singolare - Doppio | Tier IV   | Giulia Casoni Iroda Tulyaganova 2-6, 6-4, 6-4   | Catherine Barclay Eva Dyrberg            | Magüi Serna Marta Marrero         | Dally Randriantefy Patricia Wartusch Sarah Pitkowski Sabine Appelmans |
| 24 luglio | Bank of the West Classic 2000 Stanford (California), USA Cemento Singolare - Doppio     | Tier II   | Venus Williams 6-1, 6-4                         | Lindsay Davenport                        | Monica Seles Anna Kurnikova       | Chanda Rubin Cara Black Sandrine Testud Amy Frazier                   |
| 24 luglio | Bank of the West Classic 2000 Stanford (California), USA Cemento Singolare - Doppio     | Tier II   | Chanda Rubin Sandrine Testud 6-4, 6-4           | Cara Black Amy Frazier                   | Monica Seles Anna Kurnikova       | Chanda Rubin Cara Black Sandrine Testud Amy Frazier                   |
| 31 luglio | Acura Classic 2000 San Diego, Stati Uniti Cemento Singolare - Doppio                    | Tier II   | Venus Williams 6-0, 6(3)–7, 6-3                 | Monica Seles                             | Amy Frazier Anna Kurnikova        | Martina Hingis Conchita Martínez Sandrine Testud Nathalie Tauziat     |
| 31 luglio | Acura Classic 2000 San Diego, Stati Uniti Cemento Singolare - Doppio                    | Tier II   | Lisa Raymond Rennae Stubbs 4-6, 6-3, 7–6(6)     | Lindsay Davenport Anna Kurnikova         | Amy Frazier Anna Kurnikova        | Martina Hingis Conchita Martínez Sandrine Testud Nathalie Tauziat     |

## Agosto
| Settimana | Torneo                                                                          | Categoria   | Vincitrici                                                  | Finaliste                           | Semifinaliste                             | Eliminate ai quarti                                         |
| --------- | ------------------------------------------------------------------------------- | ----------- | ----------------------------------------------------------- | ----------------------------------- | ----------------------------------------- | ----------------------------------------------------------- |
| 7 agosto  | East West Bank Classic 2000 Manhattan Beach, USA Cemento Singolare - Doppio     | Tier II     | Serena Williams 4-6, 6-4, 7-6(1)                            | Lindsay Davenport                   | Martina Hingis Elena Dement'eva           | Amy Frazier Conchita Martínez Lisa Raymond Sandrine Testud  |
| 7 agosto  | East West Bank Classic 2000 Manhattan Beach, USA Cemento Singolare - Doppio     | Tier II     | Els Callens Dominique van Roost 6-2, 7-5                    | Kimberly Po Anne-Gaëlle Sidot       | Martina Hingis Elena Dement'eva           | Amy Frazier Conchita Martínez Lisa Raymond Sandrine Testud  |
| 14 agosto | Canada Open 2000 Montréal, Canada Cemento Singolare - Doppio                    | Tier I      | Martina Hingis 0-6, 6-3, 3-0 ret.                           | Serena Williams                     | Conchita Martínez Arantxa Sánchez Vicario | Sandrine Testud Anne Kremer Amy Frazier Magdalena Maleeva   |
| 14 agosto | Canada Open 2000 Montréal, Canada Cemento Singolare - Doppio                    | Tier I      | Martina Hingis Nathalie Tauziat 6-3, 3-6, 6-4               | Julie Halard-Decugis Ai Sugiyama    | Conchita Martínez Arantxa Sánchez Vicario | Sandrine Testud Anne Kremer Amy Frazier Magdalena Maleeva   |
| 21 agosto | Pilot Pen Tennis 2000 New Haven, USA Cemento Singolare - Doppio                 | Tier II     | Venus Williams 6-2, 6-4                                     | Monica Seles                        | Amanda Coetzer Nathalie Tauziat           | Patty Schnyder Anke Huber Kim Clijsters Dominique van Roost |
| 21 agosto | Pilot Pen Tennis 2000 New Haven, USA Cemento Singolare - Doppio                 | Tier II     | Julie Halard-Decugis Ai Sugiyama 6-4, 5-7, 6-2              | Virginia Ruano Pascual Paola Suárez | Amanda Coetzer Nathalie Tauziat           | Patty Schnyder Anke Huber Kim Clijsters Dominique van Roost |
| 28 agosto | US Open 2000 Flushing Meadows, New York, USA Cemento Singolare - Doppio - Misto | Grande Slam | Venus Williams 6-4, 7-5                                     | Lindsay Davenport                   | Martina Hingis Elena Dement'eva           | Monica Seles Nathalie Tauziat Anke Huber Serena Williams    |
| 28 agosto | US Open 2000 Flushing Meadows, New York, USA Cemento Singolare - Doppio - Misto | Grande Slam | Julie Halard-Decugis Ai Sugiyama 6-0, 1-6, 6-1              | Cara Black Elena Lichovceva         | Martina Hingis Elena Dement'eva           | Monica Seles Nathalie Tauziat Anke Huber Serena Williams    |
| 28 agosto | US Open 2000 Flushing Meadows, New York, USA Cemento Singolare - Doppio - Misto | Grande Slam | Doppio Misto: Jared Palmer Arantxa Sánchez Vicario 6-4, 6-3 | Maks Mirny Anna Kurnikova           | Martina Hingis Elena Dement'eva           | Monica Seles Nathalie Tauziat Anke Huber Serena Williams    |

## Settembre
| Settimana    | Torneo                                                                                            | Categoria | Vincitrici                                   | Finaliste                                | Semifinaliste                  | Eliminate ai quarti                                                       |
| ------------ | ------------------------------------------------------------------------------------------------- | --------- | -------------------------------------------- | ---------------------------------------- | ------------------------------ | ------------------------------------------------------------------------- |
| 18 settembre | Tennis ai Giochi della XXVII Olimpiade Sydney, Australia                                          | N/A       | Venus Williams 6-2, 6-4                      | Elena Dement'eva                         | Monica Seles Jelena Dokić      | Amanda Coetzer Barbara Schett Dominique van Roost Arantxa Sánchez Vicario |
| 18 settembre | Tennis ai Giochi della XXVII Olimpiade Sydney, Australia                                          | N/A       | Serena Williams Venus Williams 6-1, 6-1      | Kristie Boogert Miriam Oremans           | Monica Seles Jelena Dokić      | Amanda Coetzer Barbara Schett Dominique van Roost Arantxa Sánchez Vicario |
| 25 settembre | Fortis Championships Luxembourg 2000 Lussemburgo, Lussemburgo Cemento (indoor) Singolare - Doppio | Tier III  | Jennifer Capriati 4-6, 6-1, 6-4              | Magdalena Maleeva                        | Barbara Rittner Anna Kurnikova | Daniela Hantuchová Anne-Gaëlle Sidot Patty Schnyder Kim Clijsters         |
| 25 settembre | Fortis Championships Luxembourg 2000 Lussemburgo, Lussemburgo Cemento (indoor) Singolare - Doppio | Tier III  | Alexandra Fusai Nathalie Tauziat 6-3, 7-6(0) | Ljubomira Bačeva Cristina Torrens Valero | Barbara Rittner Anna Kurnikova | Daniela Hantuchová Anne-Gaëlle Sidot Patty Schnyder Kim Clijsters         |

## Ottobre
| Settimana  | Torneo                                                                                   | Categoria | Vincitrici                                                 | Finaliste                              | Semifinaliste                            | Eliminate ai quarti                                                    |
| ---------- | ---------------------------------------------------------------------------------------- | --------- | ---------------------------------------------------------- | -------------------------------------- | ---------------------------------------- | ---------------------------------------------------------------------- |
| 2 ottobre  | Toyota Princess Cup 2000 Tokyo, Giappone Cemento Singolare - Doppio                      | Tier II   | Serena Williams 7-5, 6-1                                   | Julie Halard-Decugis                   | Monica Seles Dája Bedáňová               | Shinobu Asagoe Kristina Brandi Amy Frazier Jelena Dokić                |
| 2 ottobre  | Toyota Princess Cup 2000 Tokyo, Giappone Cemento Singolare - Doppio                      | Tier II   | Julie Halard-Decugis Ai Sugiyama 6-0, 6-2                  | Nana Miyagi Paola Suárez               | Monica Seles Dája Bedáňová               | Shinobu Asagoe Kristina Brandi Amy Frazier Jelena Dokić                |
| 2 ottobre  | Porsche Tennis Grand Prix 2000 Filderstadt, Germania Cemento (indoor) Singolare - Doppio | Tier II   | Martina Hingis 6-0, 6-3                                    | Kim Clijsters                          | Arantxa Sánchez Vicario Nathalie Tauziat | Dominique van Roost Amanda Coetzer Anne-Gaëlle Sidot Conchita Martínez |
| 2 ottobre  | Porsche Tennis Grand Prix 2000 Filderstadt, Germania Cemento (indoor) Singolare - Doppio | Tier II   | Martina Hingis Anna Kurnikova 6-4, 6-2                     | Arantxa Sánchez Vicario Barbara Schett | Arantxa Sánchez Vicario Nathalie Tauziat | Dominique van Roost Amanda Coetzer Anne-Gaëlle Sidot Conchita Martínez |
| 9 ottobre  | Open di Zurigo 2000 Zurigo, Svizzera Cemento Singolare - Doppio                          | Tier I    | Martina Hingis 6-4, 4-6, 7-5                               | Lindsay Davenport                      | Jennifer Capriati Barbara Schett         | Anastasija Myskina Anna Kurnikova Nathalie Tauziat Chanda Rubin        |
| 9 ottobre  | Open di Zurigo 2000 Zurigo, Svizzera Cemento Singolare - Doppio                          | Tier I    | Martina Hingis Anna Kurnikova 6-3, 6-4                     | Kimberly Po Anne-Gaëlle Sidot          | Jennifer Capriati Barbara Schett         | Anastasija Myskina Anna Kurnikova Nathalie Tauziat Chanda Rubin        |
| 9 ottobre  | Japan Open Tennis Championships 2000 Tokyo, Giappone Cemento Singolare - Doppio          | Tier III  | Julie Halard-Decugis 5-7, 7-5, 6-4                         | Amy Frazier                            | Tamarine Tanasugarn Joannette Kruger     | Miroslava Vavrinec Tara Snyder Janet Lee Sylvia Plischke               |
| 9 ottobre  | Japan Open Tennis Championships 2000 Tokyo, Giappone Cemento Singolare - Doppio          | Tier III  | Julie Halard-Decugis Corina Morariu 6-1, 6-2               | Tina Križan Katarina Srebotnik         | Tamarine Tanasugarn Joannette Kruger     | Miroslava Vavrinec Tara Snyder Janet Lee Sylvia Plischke               |
| 16 ottobre | Generali Ladies Linz 2000 Linz, Austria Cemento (indoor) Singolare - Doppio              | Tier II   | Lindsay Davenport 6-4, 3-6, 6-2                            | Venus Williams                         | Květa Peschke Chanda Rubin               | Barbara Schett Nathalie Tauziat Henrieta Nagyová Elena Lichovceva      |
| 16 ottobre | Generali Ladies Linz 2000 Linz, Austria Cemento (indoor) Singolare - Doppio              | Tier II   | Amélie Mauresmo Chanda Rubin 6-4, 6-4                      | Ai Sugiyama Nathalie Tauziat           | Květa Peschke Chanda Rubin               | Barbara Schett Nathalie Tauziat Henrieta Nagyová Elena Lichovceva      |
| 16 ottobre | China Open 2000 Shanghai, Cina Cemento Singolare - Doppio                                | Tier IV   | Meghann Shaughnessy 7–6(2), 7-5                            | Iroda Tulyaganova                      | Pavlina Nola Tamarine Tanasugarn         | Kristina Brandi Saori Obata Anna Smashnova Jelena Dokić                |
| 16 ottobre | China Open 2000 Shanghai, Cina Cemento Singolare - Doppio                                | Tier IV   | Lilia Osterloh Tamarine Tanasugarn 7-5, 6-1                | Rita Grande Meghann Shaughnessy        | Pavlina Nola Tamarine Tanasugarn         | Kristina Brandi Saori Obata Anna Smashnova Jelena Dokić                |
| 23 ottobre | Kremlin Cup 2000 Mosca, Russia Cemento (indoor) Singolare - Doppio                       | Tier I    | Martina Hingis 6-3, 6-1                                    | Anna Kurnikova                         | Amélie Mauresmo Nathalie Tauziat         | Elena Dement'eva Magdalena Maleeva Tat'jana Panova Barbara Schett      |
| 23 ottobre | Kremlin Cup 2000 Mosca, Russia Cemento (indoor) Singolare - Doppio                       | Tier I    | Julie Halard-Decugis Ai Sugiyama 4-6, 6-4, 7–6(5)          | Martina Hingis Anna Kurnikova          | Amélie Mauresmo Nathalie Tauziat         | Elena Dement'eva Magdalena Maleeva Tat'jana Panova Barbara Schett      |
| 23 ottobre | WTA Bratislava 2000 Bratislava, Slovacchia Cemento indoor Singolare - Doppio             | Tier IV   | Dája Bedáňová 6-1, 5-7, 6-3                                | Miriam Oremans                         | Denisa Chládková Karina Habšudová        | Anne-Gaëlle Sidot Sylvia Plischke Justine Henin Henrieta Nagyová       |
| 23 ottobre | WTA Bratislava 2000 Bratislava, Slovacchia Cemento indoor Singolare - Doppio             | Tier IV   | Karina Habšudová Daniela Hantuchová Walkover               | Petra Mandula Patricia Wartusch        | Denisa Chládková Karina Habšudová        | Anne-Gaëlle Sidot Sylvia Plischke Justine Henin Henrieta Nagyová       |
| 30 ottobre | Sparkassen Cup 2000 Lipsia, Germania Sintetico indoor Singolare - Doppio                 | Tier II   | Kim Clijsters 7–6(6), 4-6, 6-4                             | Elena Lichovceva                       | Nathalie Tauziat Anna Kurnikova          | Barbara Schett Elena Dement'eva Magdalena Maleeva Jelena Dokić         |
| 30 ottobre | Sparkassen Cup 2000 Lipsia, Germania Sintetico indoor Singolare - Doppio                 | Tier II   | Arantxa Sánchez Vicario Anne-Gaëlle Sidot 6(6)–7, 7-5, 6-3 | Kim Clijsters Laurence Courtois        | Nathalie Tauziat Anna Kurnikova          | Barbara Schett Elena Dement'eva Magdalena Maleeva Jelena Dokić         |
| 30 ottobre | Bell Challenge 2000 Québec, Canada Cemento (indoor) Singolare - Doppio                   | Tier III  | Chanda Rubin 6-4, 6-2                                      | Jennifer Capriati                      | Amy Frazier Meilen Tu                    | Sonya Jeyaseelan María Vento Tat'jana Puček Fabiola Zuluaga            |
| 30 ottobre | Bell Challenge 2000 Québec, Canada Cemento (indoor) Singolare - Doppio                   | Tier III  | Nicole Pratt Meghann Shaughnessy 6-3, 6-4                  | Els Callens Kimberly Po                | Amy Frazier Meilen Tu                    | Sonya Jeyaseelan María Vento Tat'jana Puček Fabiola Zuluaga            |

## Novembre
| Settimana   | Torneo                                                                                    | Categoria                              | Vincitrici                                   | Finaliste                      | Semifinaliste                        | Eliminate ai quarti                                                  |
| ----------- | ----------------------------------------------------------------------------------------- | -------------------------------------- | -------------------------------------------- | ------------------------------ | ------------------------------------ | -------------------------------------------------------------------- |
| 6 novembre  | Advanta Championships Philadelphia 2000 Filadelfia, USA Cemento indoor Singolare - Doppio | Tier II                                | Lindsay Davenport 7–6(7), 6-4                | Martina Hingis                 | Nathalie Tauziat Conchita Martínez   | Anna Kurnikova Julie Halard-Decugis Holly Parkinson Amanda Coetzer   |
| 6 novembre  | Advanta Championships Philadelphia 2000 Filadelfia, USA Cemento indoor Singolare - Doppio | Tier II                                | Martina Hingis Anna Kurnikova 6-2, 7-5       | Lisa Raymond Rennae Stubbs     | Nathalie Tauziat Conchita Martínez   | Anna Kurnikova Julie Halard-Decugis Holly Parkinson Amanda Coetzer   |
| 6 novembre  | Commonwealth Bank Tennis Classic 2000 Malaysia, Kuala Lumpur Cemento Singolare - Doppio   | Tier III                               | Henrieta Nagyová 6-4, 6-2                    | Iva Majoli                     | Tamarine Tanasugarn Tat'jana Panova  | Corina Morariu Joannette Kruger Martina Suchá Pavlina Nola           |
| 6 novembre  | Commonwealth Bank Tennis Classic 2000 Malaysia, Kuala Lumpur Cemento Singolare - Doppio   | Tier III                               | Henrieta Nagyová Sylvia Plischke 6-4, 7–6(4) | Liezel Huber Vanessa Webb      | Tamarine Tanasugarn Tat'jana Panova  | Corina Morariu Joannette Kruger Martina Suchá Pavlina Nola           |
| 13 novembre | WTA Tour Championships 2000 New York, USA Sintetico indoor Singolare - Doppio             |                                        | Martina Hingis 6(5)–7, 6-4, 6-4              | Monica Seles                   | Anna Kurnikova Elena Dement'eva      | Nathalie Tauziat Conchita Martínez Amanda Coetzer Kim Clijsters      |
| 13 novembre | WTA Tour Championships 2000 New York, USA Sintetico indoor Singolare - Doppio             | Martina Hingis Anna Kurnikova 6-2, 6-3 | Nicole Arendt Manon Bollegraf                |                                | Anna Kurnikova Elena Dement'eva      | Nathalie Tauziat Conchita Martínez Amanda Coetzer Kim Clijsters      |
| 13 novembre | Pattaya Women's Open 2000 Pattaya, Thailandia Cemento Singolare - Doppio                  | Tier IV                                | Anne Kremer 6-1, 6-4                         | Tat'jana Panova                | Henrieta Nagyová Nadežda Ostrovskaja | Silvia Farina Elia Vanessa Webb Joannette Kruger Tamarine Tanasugarn |
| 13 novembre | Pattaya Women's Open 2000 Pattaya, Thailandia Cemento Singolare - Doppio                  | Tier IV                                | Yayuk Basuki Caroline Vis 6-3, 6-3           | Tina Križan Katarina Srebotnik | Henrieta Nagyová Nadežda Ostrovskaja | Silvia Farina Elia Vanessa Webb Joannette Kruger Tamarine Tanasugarn |

## Dicembre
Nessun evento

## Ranking a fine anno
Nella tabella riportata sono presenti le prime venti tenniste a fine stagione.
| #   | Giocatrice                    | Punti | Rank. 1999 | /       |
| 1.  | Martina Hingis (CHE)          | 6.044 | 1          | Stabile |
| 2.  | Lindsay Davenport (USA)       | 5.021 | 2          | Stabile |
| 3.  | Venus Williams (USA)          | 3.964 | 3          | Stabile |
| 4.  | Monica Seles (USA)            | 3.255 | 6          | 2       |
| 5.  | Conchita Martínez (ESP)       | 2.752 | 15         | 10      |
| 6.  | Serena Williams (USA)         | 2.306 | 4          | 2       |
| 7.  | Mary Pierce (FRA)             | 2.162 | 5          | 2       |
| 8.  | Arantxa Sánchez Vicario (ESP) | 2.131 | 17         | 9       |
| 9.  | Anna Kournikova (RUS)         | 2.098 | 12         | 3       |
| 10. | Nathalie Tauziat (FRA)        | 1.918 | 7          | 3       |
| 11. | Elena Dementieva (RUS)        | 1.773 | 62         | 51      |
| 12. | Amanda Coetzer (ZAF)          | 1.752 | 11         | 1       |
| 13. | Chanda Rubin (USA)            | 1.722 | 22         | 9       |
| 14. | Jennifer Capriati (USA)       | 1.663 | 23         | 9       |
| 15. | Julie Halard-Decugis (FRA)    | 1.435 | 9          | 6       |
| 16. | Amélie Mauresmo (FRA)         | 1.426 | 10         | 6       |
| 17. | Sandrine Testud (FRA)         | 1.413 | 13         | 4       |
| 18. | Kim Clijsters (BEL)           | 1.398 | 47         | 29      |
| 19. | Anke Huber (DEU)              | 1.369 | 16         | 3       |
| 20. | Amy Frazier (USA)             | 1.254 | 19         | 1       |

### Numero 1 del ranking
| Detentrici              | Data inizio    | Data fine      |
| ----------------------- | -------------- | -------------- |
| Martina Hingis (CHE)    | Fine Tour 1999 | 2 aprile 2000  |
| Lindsay Davenport (USA) | 3 aprile       | 7 maggio       |
| Martina Hingis (CHE)    | 8 maggio       | 14 maggio      |
| Lindsay Davenport (USA) | 15 maggio      | 21 maggio      |
| Martina Hingis (CHE)    | 22 maggio      | Fine Tour 2000 |